# دی‌تی‌ام—نمایشگاه مرکزی استانبول (متروی استانبول)
دی‌تی‌ام—نمایشگاه مرکزی استانبول (ترکی استانبولی: Dünya Ticaret Merkezi, DTM) یکی از ایستگاه‌های شاخه اِی خط ام۱ متروی استانبول است.
این ایستگاه که در منطقه باقرکوی قرار دارد در سال ۲۰۰۲ تاسیس شده‌است.